# 双椿铺镇
双椿铺镇，是中华人民共和国河南省信阳市商城县下辖的一个乡镇级行政单位。

## 行政区划
双椿铺镇下辖以下地区：
街道社区、大岗村、张畈村、陈寨村、闵楼村、宋岗村、王店村、金寨村、古城村、蔡店村、万楼村、梅山村、邵楼村、龙堂村、郭寨村、关庄村、三里坪村、黄楼村、赵畈村、鲍店村、红石桥村、吴冲村、路石村、迎山庙村、三教洞村、西冲村、郭窑村、仙桥村、塔湾村和顾畈村。